# William P. Gottlieb

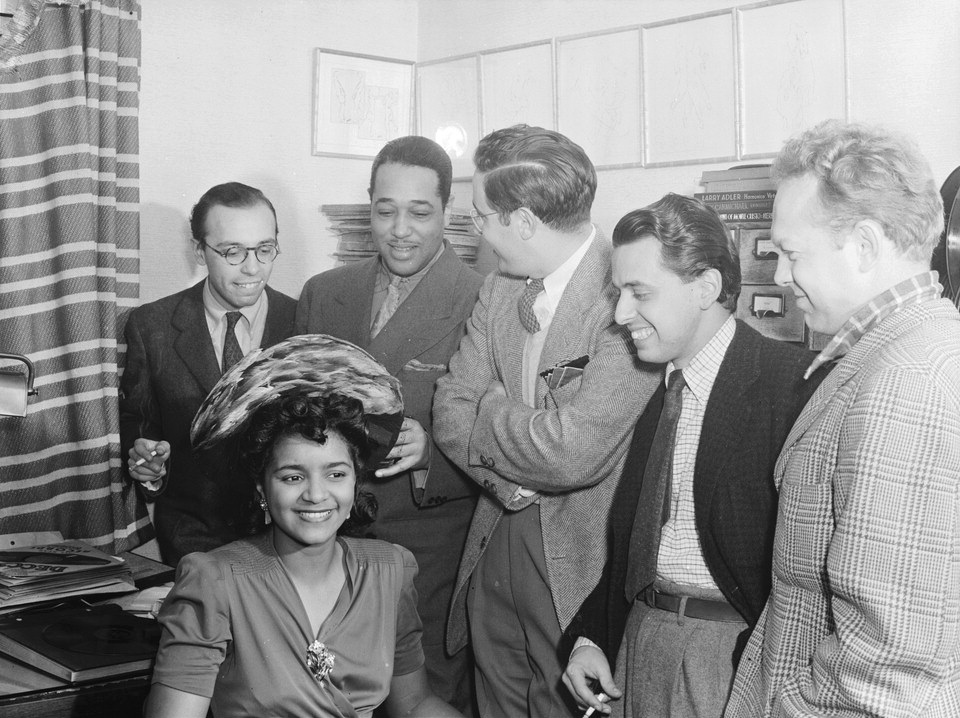
Ahmet Ertegün, Duke Ellington, William P. Gottlieb, Nesuhi Ertegün a Dave Stewart u Williama Gottlieba doma v Marylandu,
foto: Delia Potofsky Gottlieb

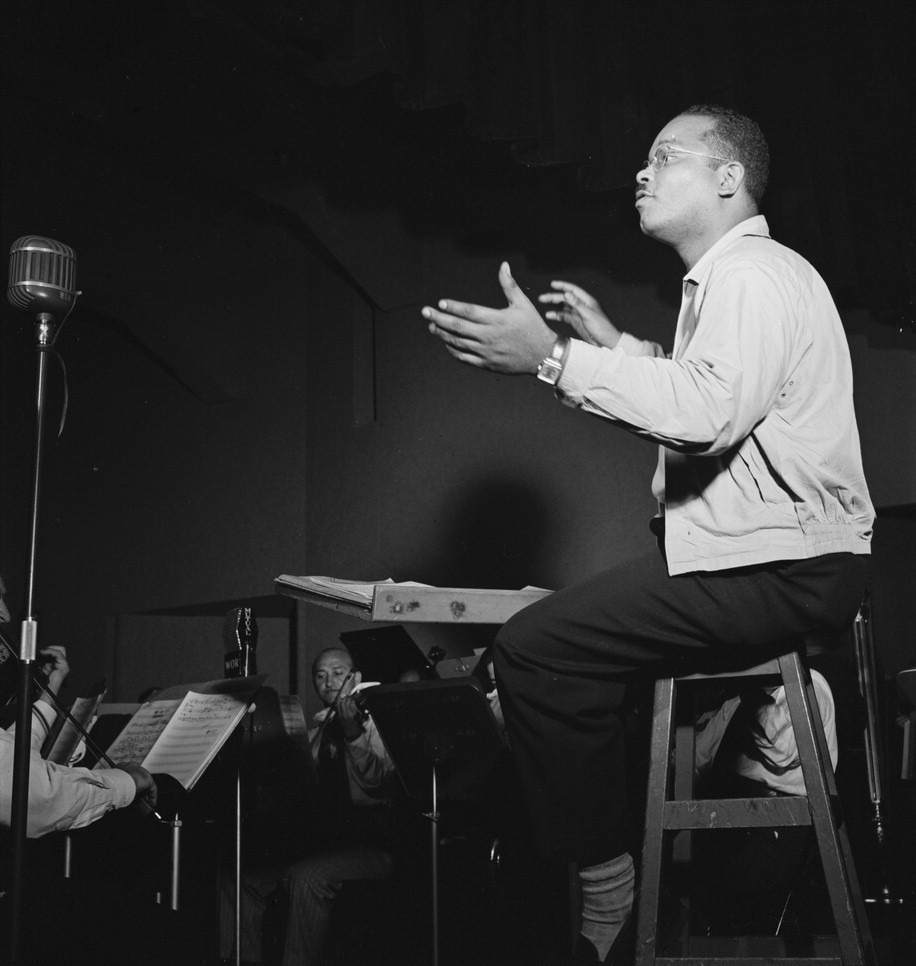
William Paul Gottlieb: Sy Oliver, 1946

William Paul Gottlieb (28. ledna 1917 – 23. dubna 2006) byl americký fotograf a novinový sloupkař, nejvíce známý svými klasickými portrétními fotografiemi předních umělců „zlatého věku“ amerického jazzu v letech 1930 až 1940. Gottliebovy fotografie patří mezi nejznámější a nejreprodukovanější obrázky z této éry jazzu. V průběhu své kariéry pořídil Gottlieb portréty stovky předních jazzových hudebníků a osobností, zpravidla v době, kdy hráli a zpívali ve známých jazzových klubech New Yorku. Mezi nejznámějšími hudebníky, které portrétoval byli například: Louis Armstrong, Duke Ellington, Charlie Parker, Billie Holiday, Dizzy Gillespie, Earl Hines, Thelonious Monk, Stan Kenton, Ray McKinley, Benny Goodman, Coleman Hawkins, Louis Jordan, Ella Fitzgerald, Benny Carter nebo Django Reinhardt.

## Život a dílo
Gottlieb se narodil 28. ledna 1917 v Canarsie poblíž Brooklynu a vyrůstal v Bound Brook v New Jersey, kde jeho otec podnikal. Vystudoval Lehigh University v roce 1938 s titulem v ekonomickém oboru. Zatímco v Lehigh Gottlieb psal pro týdeník školních novin, stal se šéfredaktorem The Lehigh Review. Během posledního ročníku vysoké školy začal psát týdenní jazzový sloupek pro Washington Post. Po nějakém čase se vedení Postu rozhodlo, že si nemohou dovolit platit zvláštního fotografa pro jazzový Gottliebův sloupek, Gottlieb si koupil vlastní fotoaparát a začal si pro své články snímky fotografovat sám.
Gottlieb byl v roce 1943 povolán do Armádního leteckého sboru a sloužil jako fotograf a důstojník. Po druhé světové válce odešel do New Yorku věnovat se žurnalistice. Působil jako píšící fotograf pro časopis Down Beat (později jazzový časopis) a jeho práce se také objevovaly často v magazínech Record Changer, Saturday Review a Collier's. V roce 1948 Gottlieb z oblasti jazzu odešel, aby trávil více času se svou ženou Deliou a dětmi.
Poté, co Gottlieb odešel z časopisu Down Beat, začal pracovat na scénářích vzdělávacích filmů. Později založil vlastní společnost, kterou později koupil McGraw Hill. Mnoho z jeho filmů získalo ocenění od kanadské filmové rady a asociace Educational Film Librarians Association. Stejně tak Gottlieb napsal a ilustroval knihy pro děti, včetně několika takzvaných zlatých knih jako Čtyři roční období (The Four Seasons), Tigers Adventure a Laddie the Superdog. Také napsal vzdělávací knihy jako například Science Facts You Won't Believe a Space Flight.
Gottlieb zemřel na komplikace po mrtvici dne 23. dubna 2006 v Great Neck, New York.
Jeho syn Steven Gottlieb byl také fotografem, soustředil se na fotografování architektury.

## Dar světu
V souladu s Gottliebovým přáním byly jeho fotografie zařazeny do kategorie public domain. Mnoho jeho snímků jsou použity v této encyklopedii a v mnoha dalších volných dílech.

## Galerie

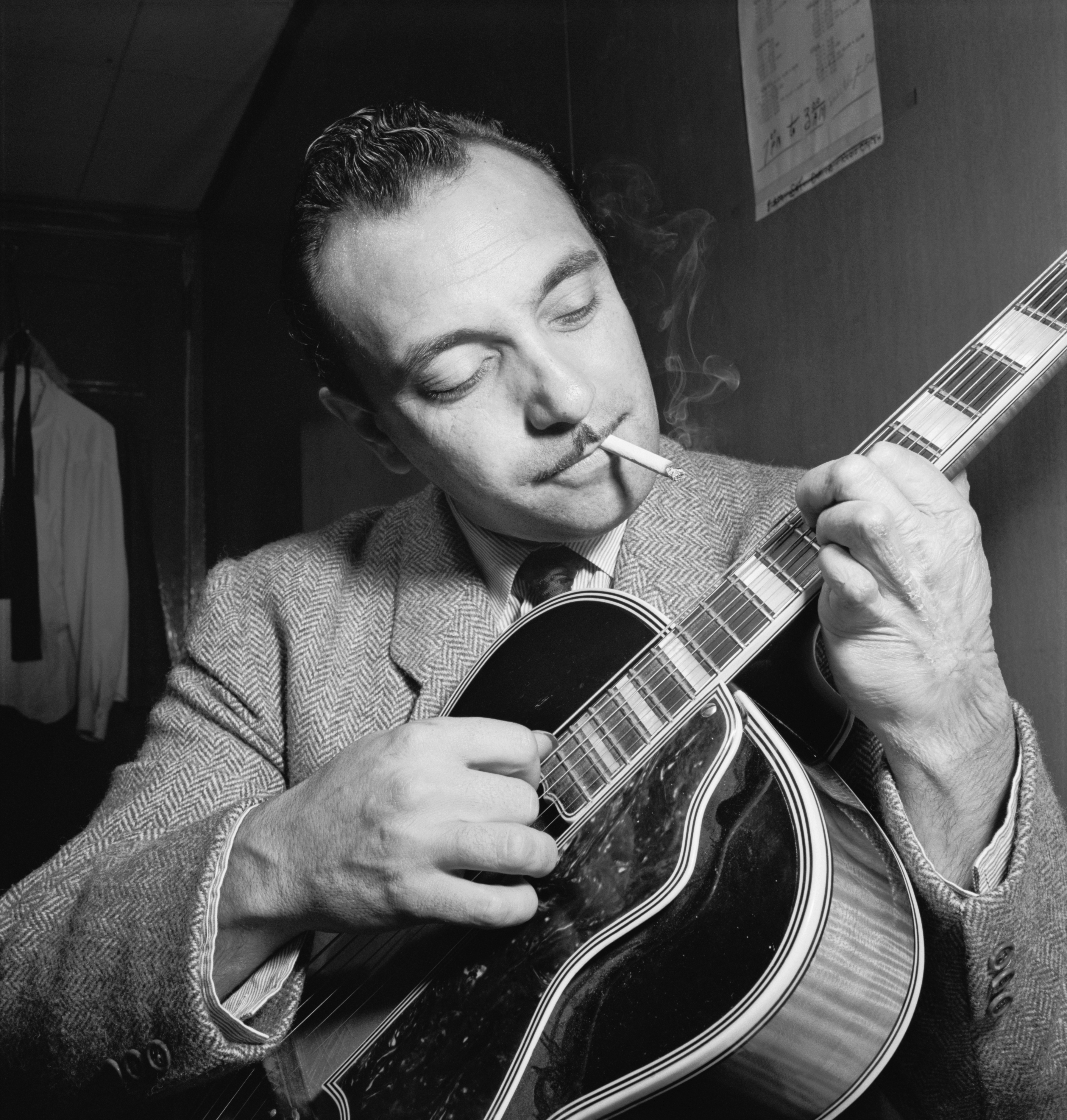
Django Reinhardt během vystoupení v newyorském Jazzclubu Aquarium, asi listopad 1946.
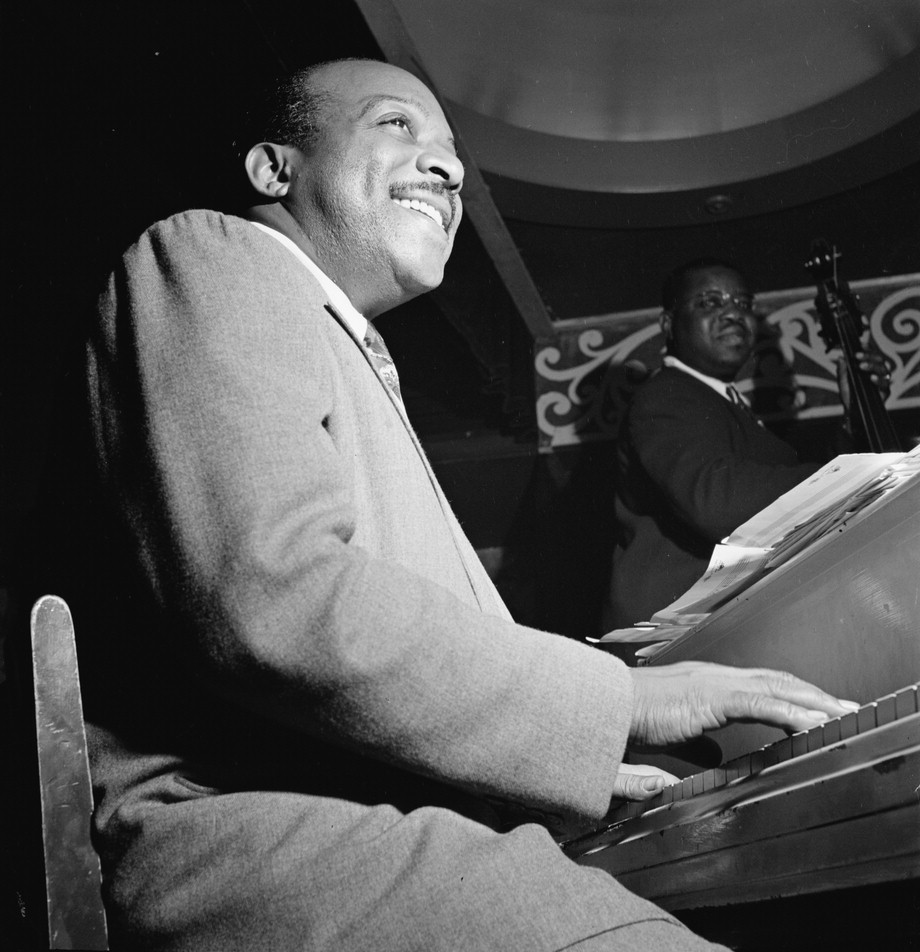
Count Basie během vystoupení v newyorském Jazzclubu Aquarium, asi 1947.
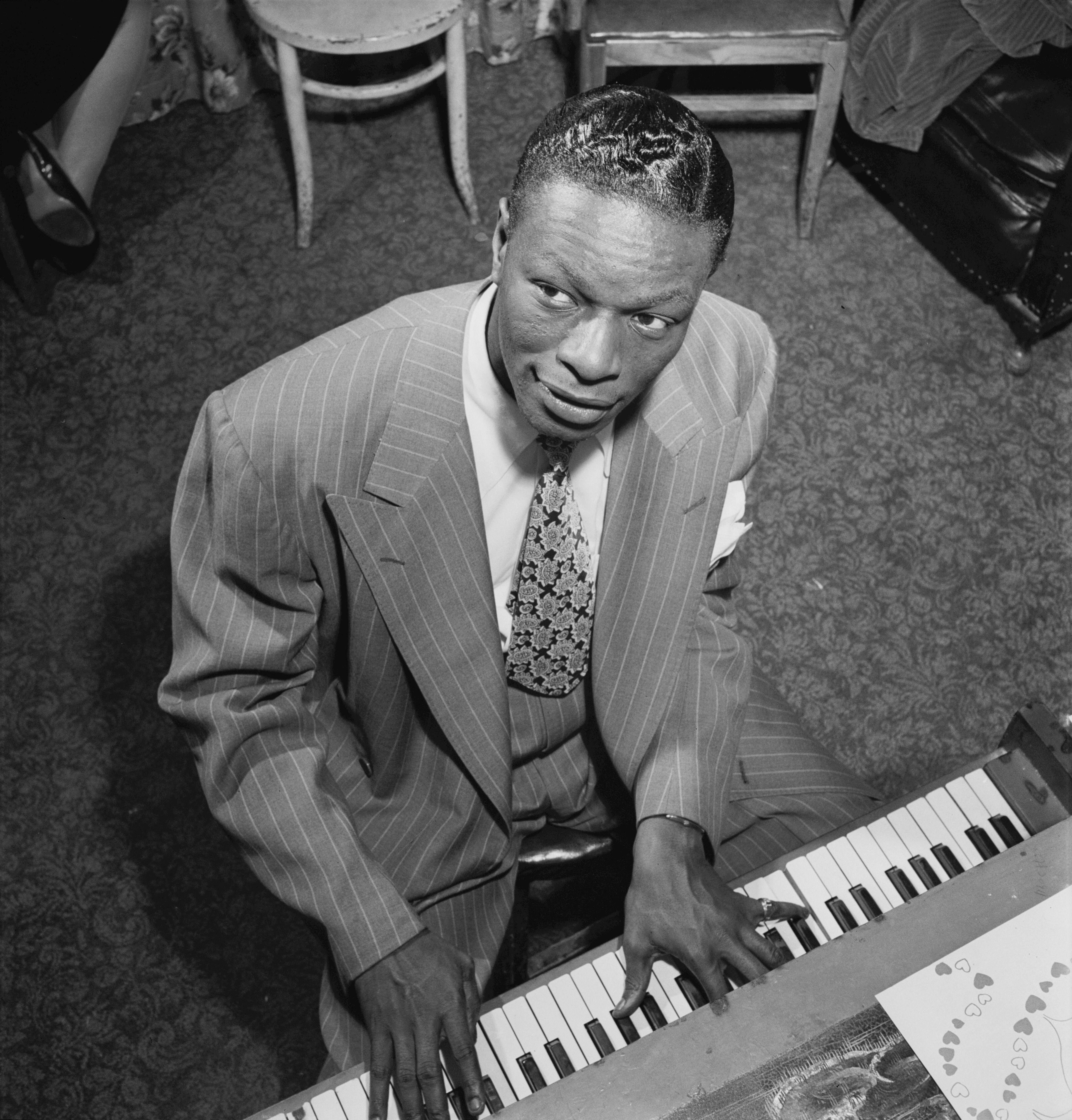
Nat Cole, 1947.
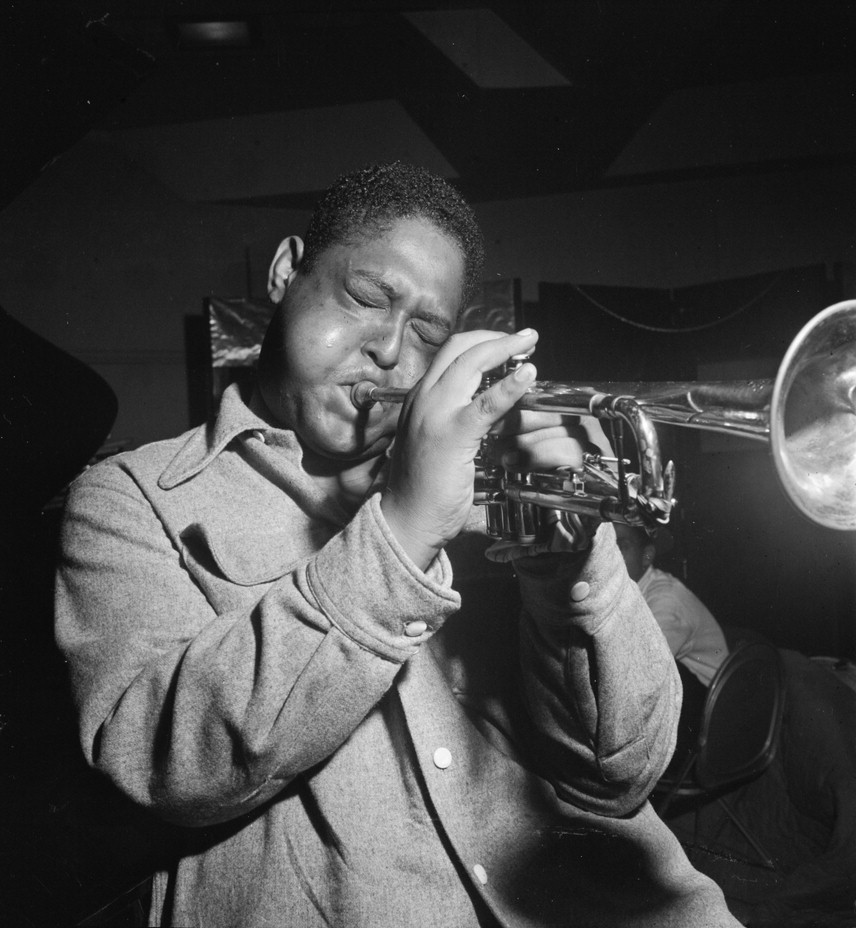
Fats Navarro, asi 1947.
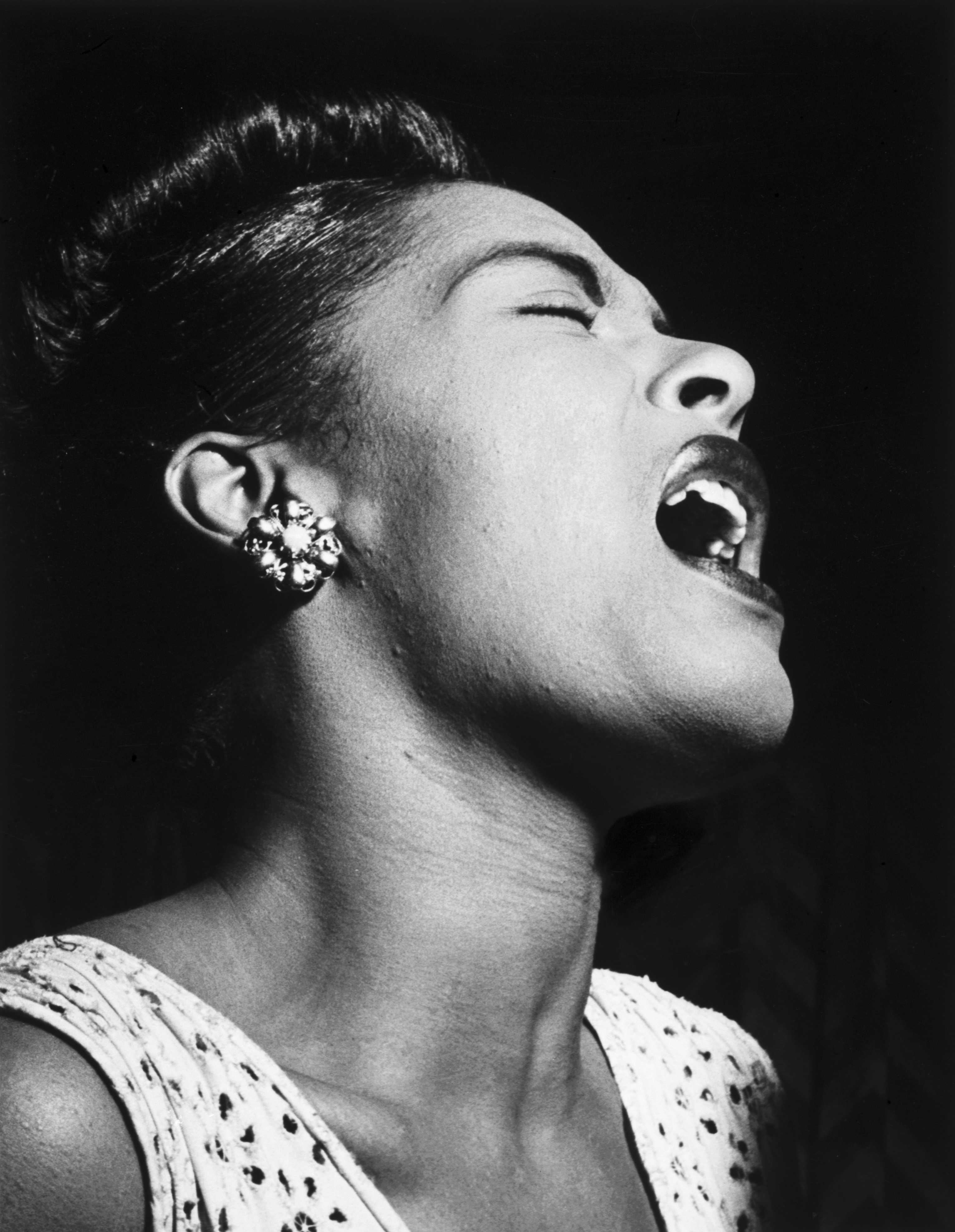
Billie Holiday v časopisu Down Beat v únoru roku 1947.
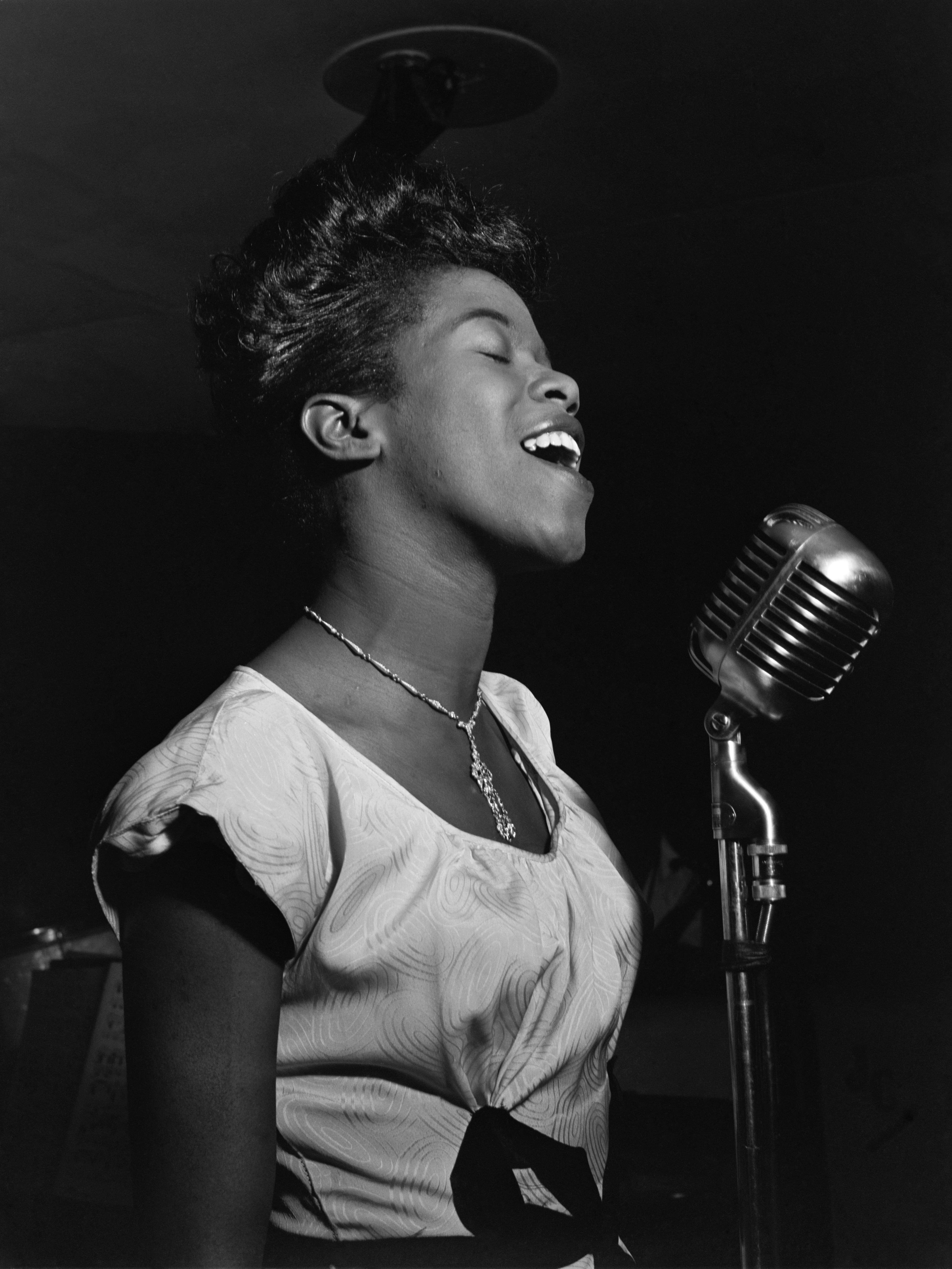
Sarah Vaughan, 1946.
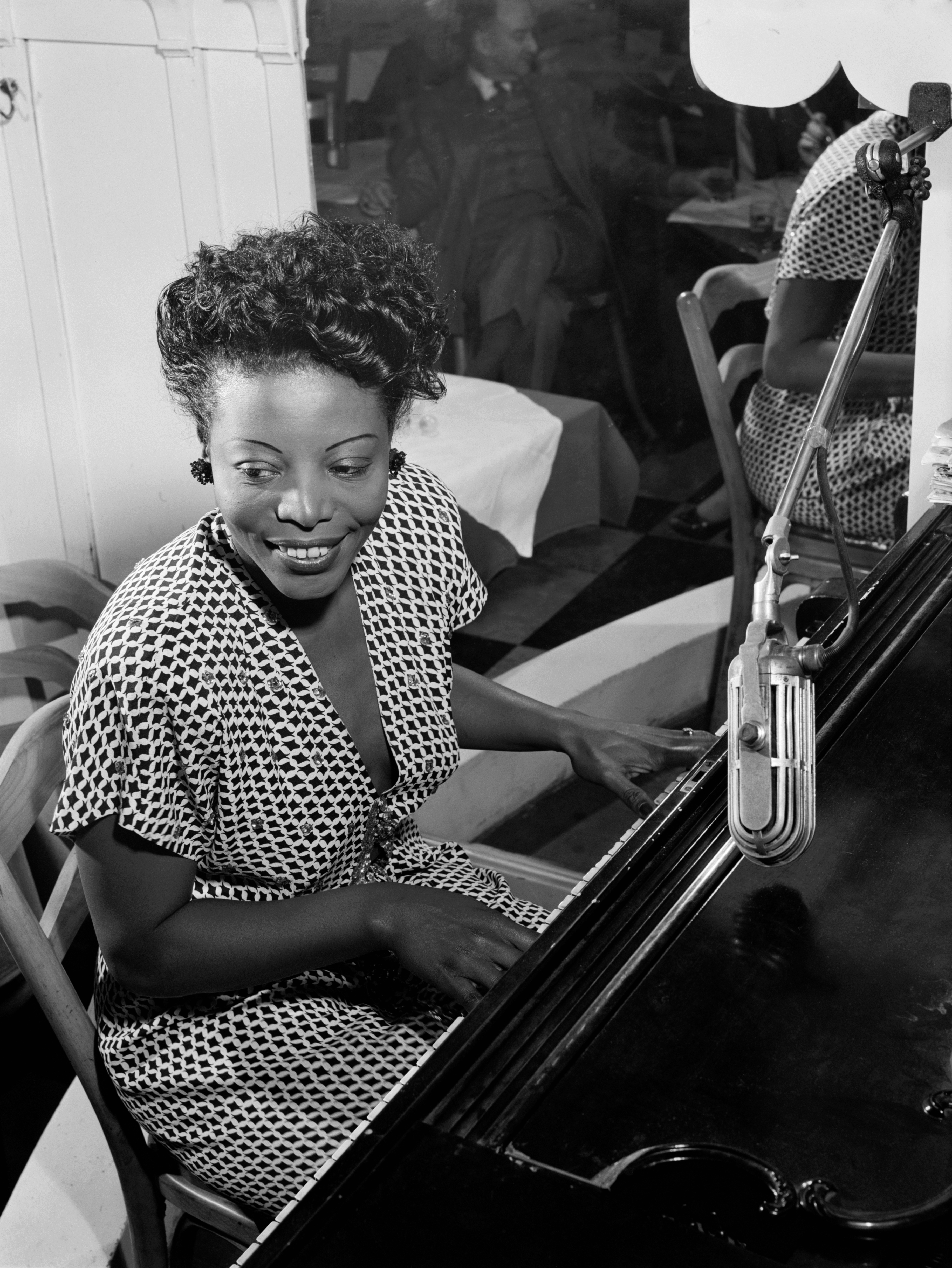
Mary Lou Williams, 1946.
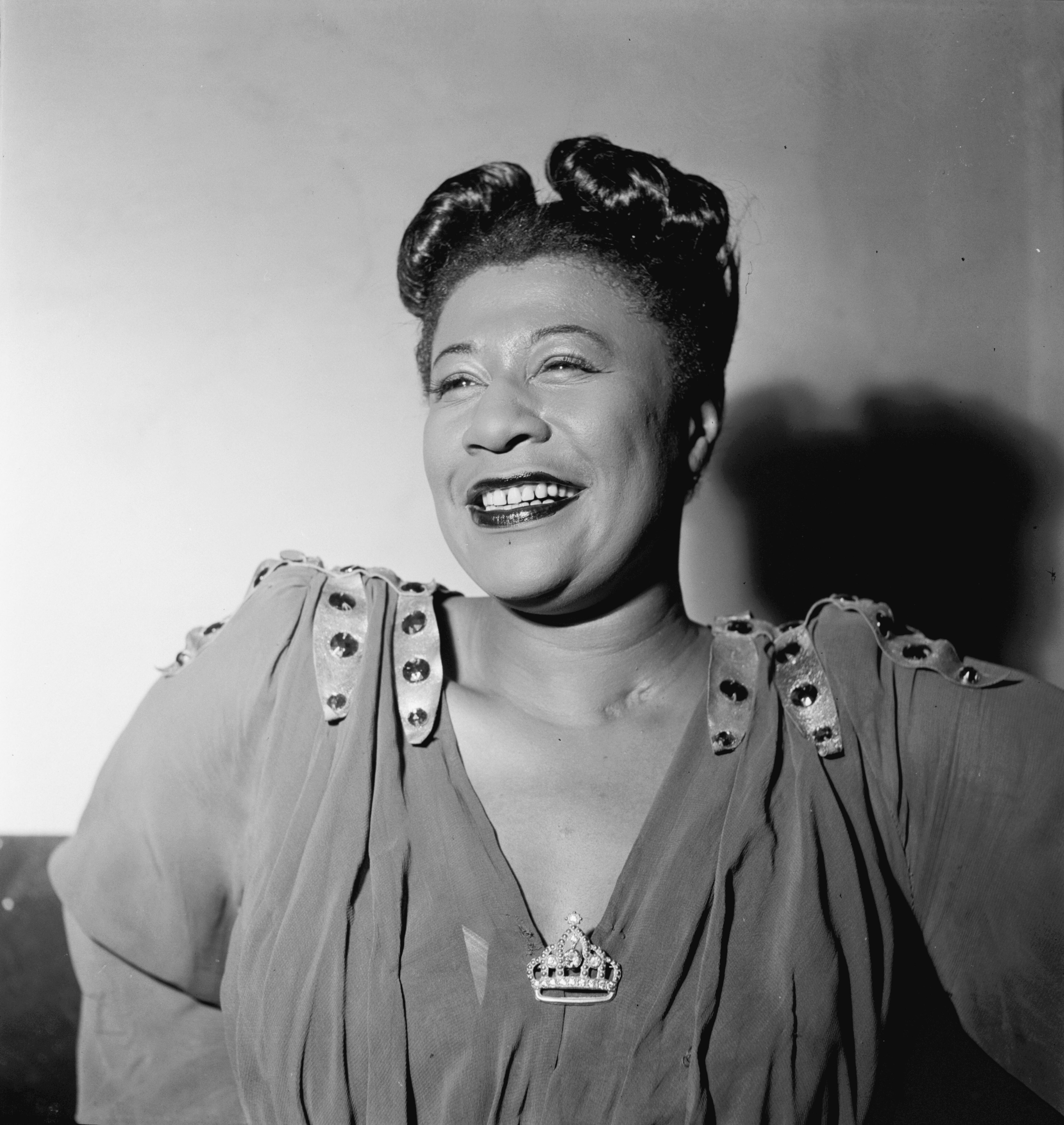
Ella Fitzgeraldová, 1946.